# Quitaraju

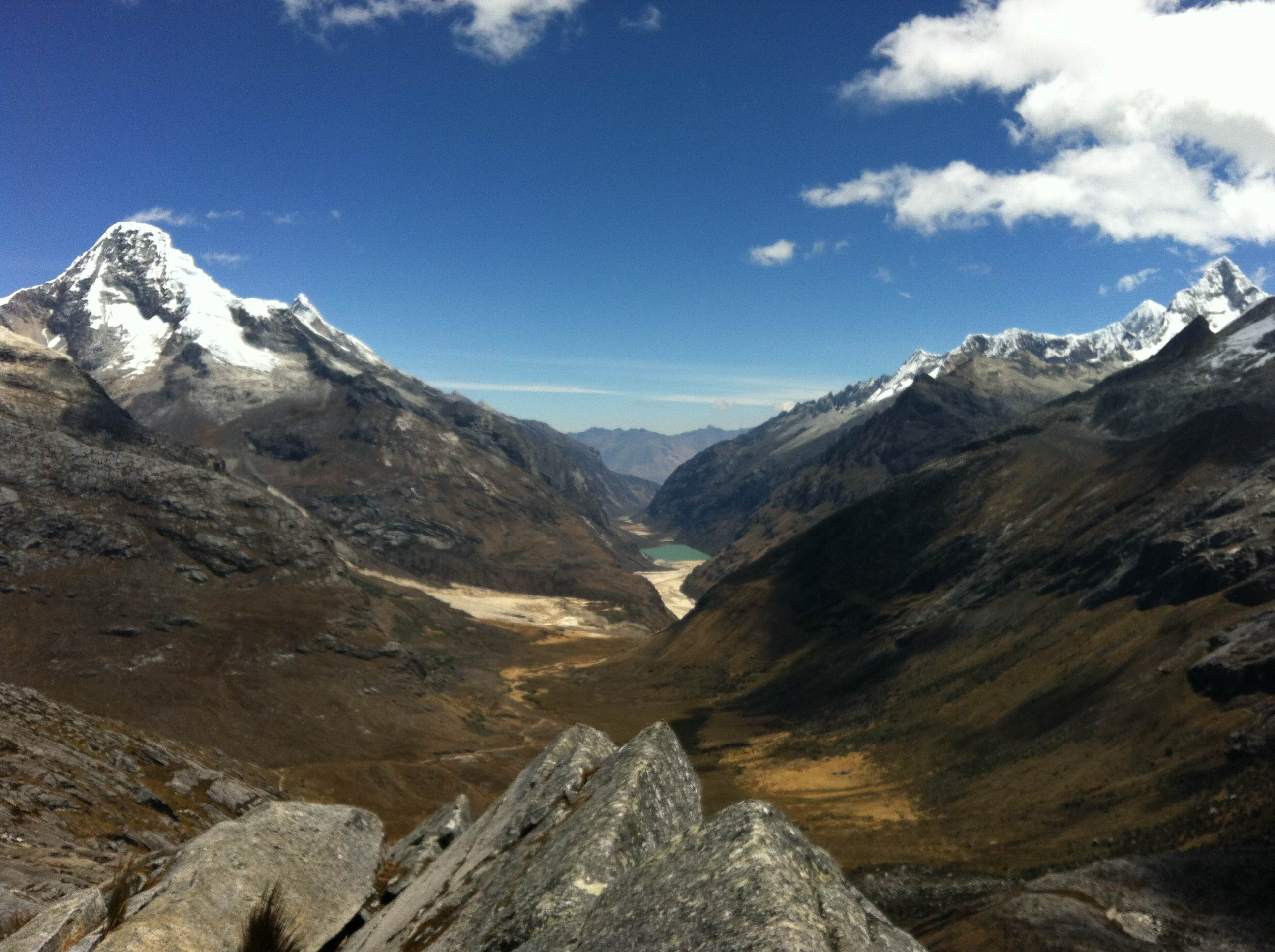
Blick vom Aussichtspunkt Punta Union nach Westen; der Quitaraju am rechten Bildrand

Der 6036 m hohe Nevado Quitaraju ist ein Berg im Norden der peruanischen Cordillera Blanca. Er liegt im Distrikt Santa Cruz der Provinz Huaylas. Eine alternative Schreibweise ist Kitaraju.

## Lage
Der Berg liegt in einem vom Hauptkamm nach Westen abzweigenden Seitenkamm. An der Nordflanke strömt ein Gletscher hinab zum Lago Jancarurish, der über die Quebrada Los Cedros abfließt. Unterhalb der Südflanke befindet sich der See Jatuncocha im Flusstal der Quebrada Santa Cruz. Im Nordosten erhebt sich der knapp 2 km entfernte Alpamayo. Nach Westen führt der Bergkamm über den 5785 m hohen Nevado Pumapampa zum Südgipfel des Nevado Santa Cruz. Dieser ist der am nächsten gelegene höhere Berg und bildet den Dominanzbezug.

## Besteigungsgeschichte
Der Berg wurde am 17. Juni 1936 von den Österreichern Arnold Awerzger und Erwin Schneider erstbestiegen.